# Thecostraca
Thecostraca zijn een klasse mariene kreeftachtigen. Er zijn ongeveer 1.320 beschreven soorten. Velen onder hen bezitten planktonische larven die later als volwassen dier een sessiel of parasitair leven leiden.
De belangrijkste subgroep zijn de zeepokken en de eendenmossels. Zij behoren tot de infraklasse  Cirripedia, en bevatten een 1.220-tal bekende soorten.

## Taxonomie
De volgende taxa zijn bij de familie ingedeeld:
- Infraklasse Facetotecta Grygier, 1985
- Infraklasse Ascothoracida Lacaze-Duthiers, 1880
  - Orde Dendrogastrida Grygier, 1987
    - Familie Ascothoracidae Grygier, 1987
    - Familie Ctenosculidae Thiele, 1925
    - Familie Dendrogastridae Gruvel, 1905

  - Orde Laurida Grygier, 1987
    - Familie Lauridae Gruvel, 1905
    - Familie Petrarcidae Gruvel, 1905
    - Familie Synagogidae Gruvel, 1905
- Infraklasse Cirripedia (Rankpootkreeften) Burmeister, 1834
  - Superorde Acrothoracica Gruvel, 1905
    - Orde Cryptophialida Kolbasov, 2009
      - Familie Cryptophialidae Gerstaecker, 1866

    - Orde Lithoglyptida Kolbasov, 2009
      - Familie Lithoglyptidae Aurivillius, 1892
      - Familie Trypetesidae Stebbing, 1910

  - Superorde Rhizocephala (Krabbezakjes) Müller, 1862
    - Orde Akentrogonida Häfele, 1911
      - Familie Chthamalophilidae Bocquet-Védrine, 1961
      - Familie Clistosaccidae Boschma, 1928
      - Familie Duplorbidae Hoeg & Rybakov, 1992
      - Familie Mycetomorphidae Hoeg & Rybakov, 1992
      - Familie Polysaccidae Lützen & Takahashi, 1996
      - Familie Thompsoniidae Hoeg & Rybakov, 1992

    - Orde Kentrogonida Delage, 1884
      - Familie Lernaeodiscidae Boschma, 1928
      - Familie Peltogastridae Lilljeborg, 1860
      - Familie Sacculinidae Lilljeborg, 1860

  - Superorde Thoracica Darwin, 1854
    - Orde Ibliformes  Buckeridge & Newman, 2006
      - Onderorde Iblomorpha Newman, 1987
        - Familie Iblidae Leach, 1825
        - Familie Iblioiblidae Buckeridge & Newman, 2006

    - Orde Lepadiformes  Buckeridge & Newman, 2006
      - Onderorde Heteralepadomorpha Newman, 1987
        - Familie Anelasmatidae Gruvel, 1905
        - Familie Heteralepadidae Nilsson-Cantell, 1921
        - Familie Malacolepadidae Hiro, 1937
        - Familie Microlepadidae Zevina, 1980
        - Familie Rhizolepadidae Zevina, 1980

      - Onderorde Lepadomorpha Pilsbry, 1916
        - Familie Koleolepadidae Hiro, 1933
        - Familie Lepadidae (Eendenmosselen) Darwin, 1852
        - Familie Oxynaspididae Gruvel, 1905
        - Familie Poecilasmatidae Annandale, 1909

    - Orde Scalpelliformes  Buckeridge & Newman, 2006
      - Familie Calanticidae Zevina, 1978
      - Familie Eolepadidae Buckeridge, 1983
      - Familie Lithotryidae Gruvel, 1905
      - Familie Pollicipidae Leach, 1817
      - Familie Scalpellidae Pilsbry, 1907

    - Orde Sessilia (Zeepokken) Lamarck, 1818
      - Onderorde Brachylepadomorpha Withers, 1923
        - Familie Neobrachylepadidae Newman & Yamaguchi, 1995

      - Onderorde Verrucomorpha Pilsbry, 1916
        - Familie Neoverrucidae Newman, 1989
        - Familie Verrucidae Darwin, 1854

      - Onderorde Balanomorpha Pilsbry, 1916
        - Superfamilie Chionelasmatoidea Buckeridge, 1983
          - Familie Chionelasmatidae Buckeridge, 1983

        - Superfamilie Pachylasmatoidea Utinomi, 1968
          - Familie Pachylasmatidae Utinomi, 1968

        - Superfamilie Chthamaloidea Darwin, 1854
          - Familie Catophragmidae Utinomi, 1968
          - Familie Chthamalidae Darwin, 1854

        - Superfamilie Coronuloidea Leach, 1817
          - Familie Chelonibiidae Pilsbry, 1916
          - Familie Coronulidae Leach, 1817
          - Familie Platylepadidae Newman & Ross, 1976

        - Superfamilie Tetraclitoidea Gruvel, 1903
          - Familie Austrobalanidae Newman & Ross, 1976
          - Familie Bathylasmatidae Newman & Ross, 1971
          - Familie Tetraclitidae Gruvel, 1903

        - Superfamilie Balanoidea Leach, 1817
          - Familie Archaeobalanidae Newman & Ross, 1976
          - Familie Balanidae Leach, 1817
          - Familie Pyrgomatidae Gray, 1825